# مسابقه کشتن صد نفر با استفاده از شمشیر

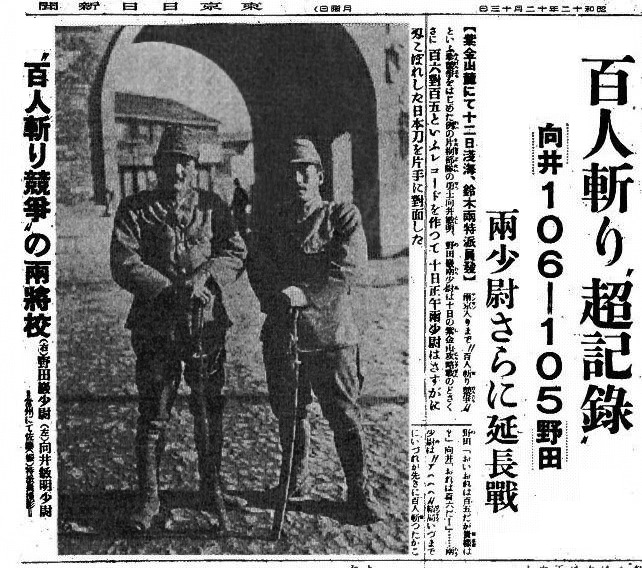
مقاله ۱۳ دسامبر ۱۹۳۷ در روزنامه نیجی نیچی توکیو، کشتن ۱۰۰ نفر با استفاده از شمشیر. موکای (چپ) و نودا (راست). عنوان پررنگ، «رکورد باورنکردنی» - موکای ۱۰۶– نودا ۱۰۵

مسابقه کشتن صد نفر با استفاده از شمشیر (به ژاپنی: 百人斬り競争, hyakunin-giri kyōsō) یک مسابقه بین دو افسر نیروی زمینی امپراتوری ژاپن به نام‌های «موکای توشی‌آکی» و «نودا تسویوشی» در طی جنگ دوم چین و ژاپن بود. هدف از این مسابقه این بود که چه کسی می‌تواند با استفاده از شمشیر سریعتر ۱۰۰ نفر را بکشد. این دو افسر بعداً به اتهام دست داشتن در پرونده جنایات جنگی ژاپن اعدام شدند. از آن زمان، تاریخ‌نگاری این رویداد به شدت مورد مناقشه قرار دارد، اغلب توسط ملی‌گرایی ژاپنی یا مورخان نفی‌گرا که سعی در بطلان تاریخ‌نگاری کشتار نانجینگ دارند.